# DLD
DLD es una banda mexicana de rock alternativo originaria del Estado de México, formada en noviembre de 1998.  Está integrada por Francisco Familiar (voz), Erik Neville Linares (guitarra), Édgar “Pijey” Hansen Otero (bajo), Gil Santiago Rangel (batería) y Sergio Vela (teclados).
El sonido de DLD se caracteriza por la fusión de elementos del rock alternativo con influencias del pop punk y el rock estadounidense, presentes especialmente en sus primeros trabajos. La banda ha lanzado ocho álbumes de estudio y tres en vivo.
En 2012, alcanzaron una mayor proyección con su quinto álbum de estudio, ‘‘Primario’’, el cual fue nominado a dos Latin Grammy en 2013: Mejor Álbum Pop/Rock y Mejor Canción de Rock por el sencillo “Todo Cuenta”. El álbum también obtuvo certificación de Disco de Oro en México por superar las 30,000 unidades vendidas.
DLD ha participado en múltiples ediciones del Festival Vive Latino y ha ofrecido conciertos en algunos de los recintos más importantes del país, como el Auditorio Nacional y el Palacio de los Deportes. Su presencia constante en festivales y foros de gran formato ha consolidado su reputación como una de las bandas más representativas del rock mexicano contemporáneo.

## Historia

### 1998-2004: Formación y disco homónimo
La banda fue formada al encontrarse Francisco Familiar y "Pijey" en un bar de Ciudad Satélite, llamado Urania. Es ahí donde se entra en pláticas para crear el grupo, ya que el actual bajista de la banda vio tocar a Erik y Francisco en un lugar llamado La Viuda. Proponiéndose a experimentar y evolucionar con cada disco se consolida la banda el 12 de noviembre de 1998.
Pero no fue sino hasta el año 2002 en que capturó la atención de los medios especializados y la industria musical, después de conseguir el 2° lugar en el concurso "Rastreo de Bandas 2003", organizado por la extinta estación de radio, Órbita 105.7 FM (actualmente Reactor 105.7 FM) de la Ciudad de México; incluso han llegado a mencionar que han sido de su agrado bandas como Café Tacvba, Los Lagartos o La Concepción de la Luna, bandas de culto también originarias de Ciudad Satélite que eran acostumbradas de escuchar en aquella extinta estación de radio. Dildo, como se hacían llamar, capturó la atención de varias compañías discográficas, logrando conseguir su primer contrato con una firma de rock independiente de México. En ese momento el grupo estaba formado por cuatro integrantes; Francisco Familiar en la voz, Edgar "Pijey" en el bajo, Erik Neville con la guitarra y Rodrigo Vieyra con la batería.
Su disco homónimo lanzado en el 2003 fue bien acogido por el público y por la prensa; comenzando a realizar conciertos por toda la República Mexicana, llegando a alternar con las agrupaciones más populares de la escena del rock de habla hispana. Los sencillos que se desprendieron de este álbum fueron cuatro: "Noches de Vinil", "Pagarás", "Dixie" y "Loco Corazón", cada tema con su respectivo video. Estas canciones ya están consideradas clásicos para los seguidores de la banda.

### 2005-2006:Modjo
En el 2005 presentaron su segundo álbum, que incluía cinco nuevas canciones inéditas y nueve del primer disco grabadas en vivo, además de los videos que ya tenían ese momento. La banda por primera vez tocó fuera del país, en una gira que abarcó más de catorce fechas por Estados Unidos, incluyendo un show como estelares en el foro The Roxy Theatre, en la ciudad californiana de Los Ángeles.
Participaron en la edición 2006 del Festival Rock al Parque en Colombia, donde sólo tres grupos mexicanos encabezaron el cartel: Jaguares, Nortec y DLD. También participaron por segunda ocasión en el festival Vive Latino, donde asistieron más de 20 mil personas.[cita requerida] Debido al número de temas inéditos, no hubo un sencillo definido, pero de este disco se desprenden canciones como "Pide al Tiempo" u "Hombre".

### 2006-2011:VenturayPor encima
En esta época la banda decide abreviar el nombre de "Dildo" a DLD, para evitar problemas legales, y al mismo tiempo no ofender la susceptibilidad de la gente que sentía muy fuerte la palabra. Finalmente en el 2007, presentan su tercer álbum de estudio, en el cual se siente con una frescura sin igual, un disco producido por René Lugo en conjunto con DLD. Los sencillos fueron; «Un vicio caro es el amor», «Ventura» y «Suicidio #3».
En septiembre del 2009 lanzan el álbum Por Encima, y deciden presentarlo en vivo, con un lleno en el Salón 21, ahora José Cuervo Salón, de la Ciudad de México. En este cuarto álbum de estudio, la banda cuenta con un Intro y 12 temas inéditos, cuyos sencillos fueron «Se va», «La llamada», «1° de octubre» y «Por Siempre». Fueron invitados a diversos festivales de Rock en Español, como el Festival Internacional de Rock, más conocido como Rock al Parque, llevado a cabo en la ciudad de Bogotá, Colombia, o el Festival Quilmes Rock en la Argentina, organizado por la cervecera del mismo nombre. Como actos nacionales, la banda participó en dos ocasiones en el Festival Iberoamericano de Cultura Musical Vive Latino, en las ediciones de 2008 y 2010 en la Ciudad de México.

### 2012-2014:Primario

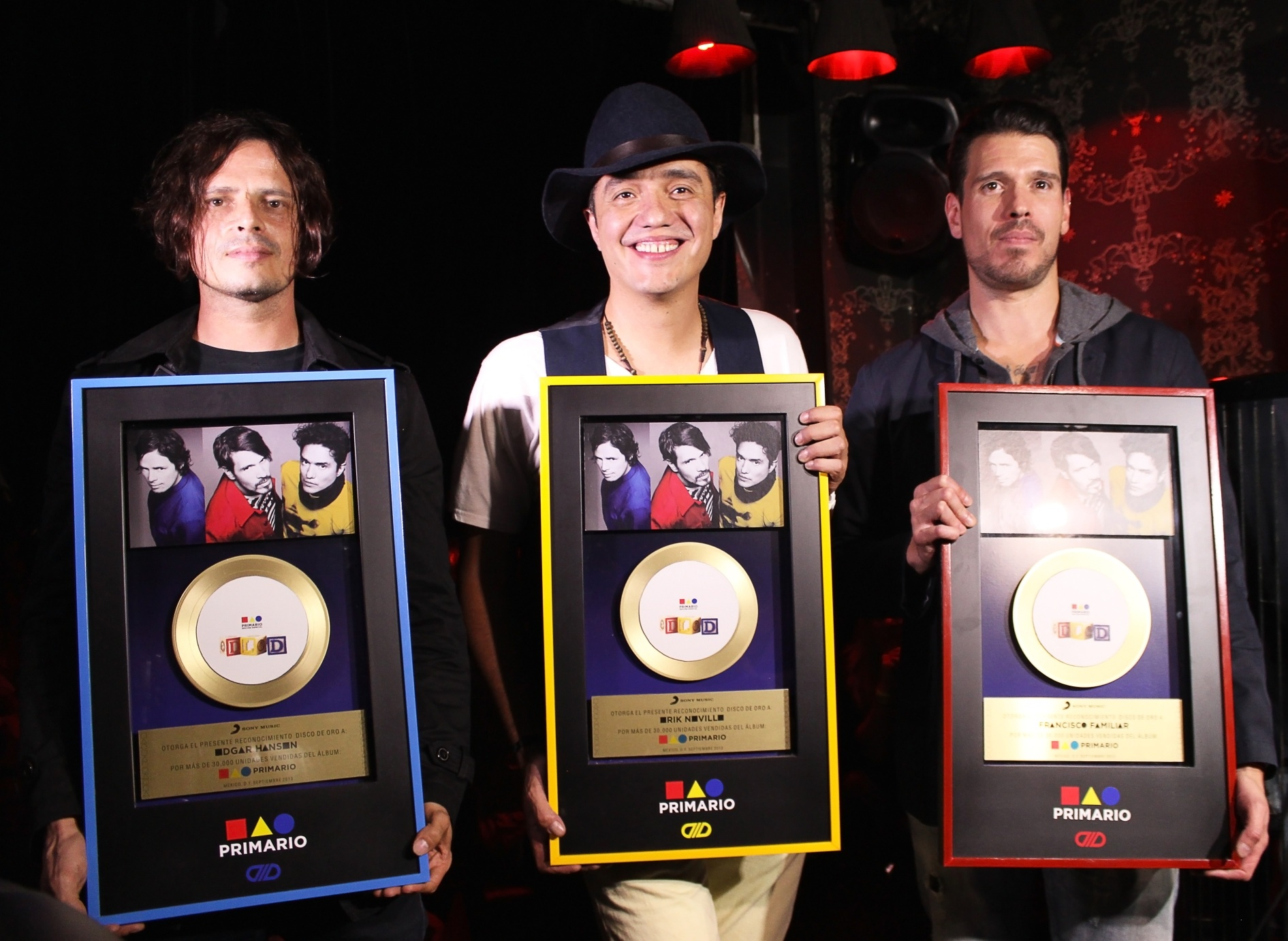
DLD recibiendo su disco de oro

En el año 2012, firman con Sony Music y trabajan en su quinto material de estudio, Primario, producido por Armando Ávila y mezclado por Chris Lord-Alge, quien ha trabajado para artistas como Madonna o Rolling Stones.[cita requerida] El disco cuenta con 12 canciones inéditas y cuatro sencillos; «Arsénico», «Todo cuenta», «Viernes» y «Sea». Para su presentación oficial, realizaron un concierto el 25 de enero del 2013 en el Auditorio Nacional, logrando abarrotarlo al albergar a las 10 000 personas que el recinto tiene por capacidad. Cabe destacar que el 12 de noviembre del mismo año, lanzan el disco de su presentación en el Coloso de Reforma, titulado DLD - En vivo desde el Auditorio Nacional.[cita requerida]
En 2013 recibieron disco de oro por las altas ventas en México, logrando obtener 30 000 unidades vendidas.[cita requerida] También recibieron sus primeras nominaciones por parte de la Academia Latina de Artes y Ciencias de la Grabación, al nominarlos en las categorías de Mejor canción de Rock con el sencillo «Todo cuenta» y en Mejor álbum Pop/Rock con Primario.[cita requerida] La ceremonia del Grammy Latino se llevó a cabo en la ciudad de Las Vegas. En ese mismo año el grupo participa en el segundo tributo a José José con una versión del clásico «Mi Vida». En noviembre de 2013 el quinteto es galardonado en los Premios Telehit en la categoría de Mejor álbum de Rock en Español. Fueron invitados adicionalmente al Vive Latino de 2012 y 2013.[cita requerida]

### 2015-2019:Futura

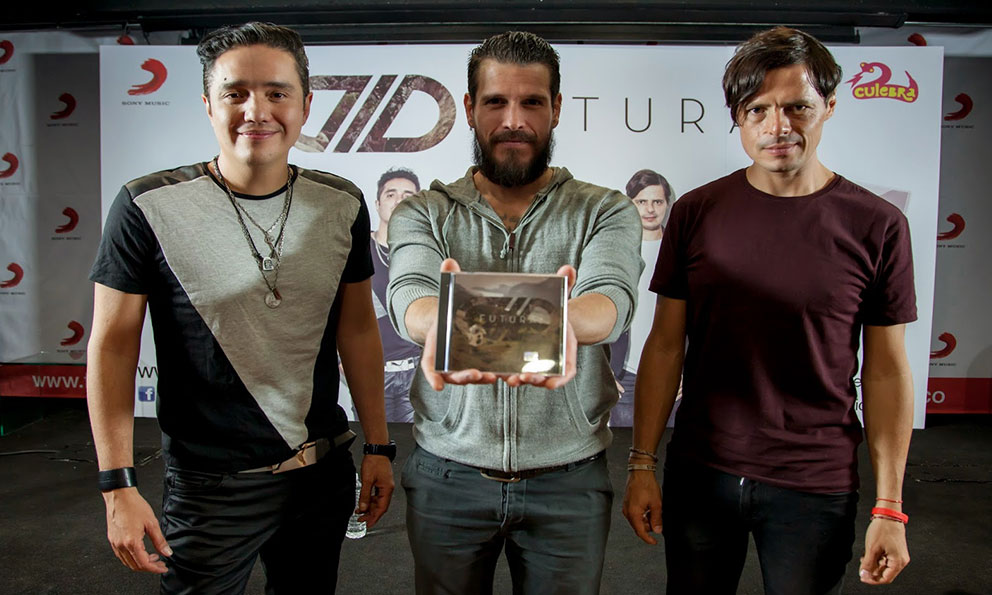
DLD en la presentación de "Futura"

Su sexto material de estudio se llamó Futura. Fue concebido en el Hard Rock Hotel de la ciudad de Cancún, en la Riviera Maya y grabado en los estudios de Cosmo Producciones del Estado de México.[cita requerida] Este disco también es producido por Armando Ávila. El disco tiene como principal propósito melodías frescas y un sonido más fuerte, pulido y reflexivo. El álbum contiene 11 temas inéditos y salió a la venta en marzo de 2015.[cita requerida] Como sencillos se desprendieron los temas «Estaré», «Soy» y «Reencuentro» al momento de su promoción, para después dar paso a «Las cruzadas» y «Sigo siendo yo». El álbum registro altas ventas, tanto en formato físico como digital en todo el país, logrando consolidarse en los discos más vendidos de la cadena Mixup.
Ofrecieron un concierto en el Palacio de los Deportes de la Ciudad de México en agosto del mismo año. Cabe destacar que también fue Sold-Out, al albergar a las 18 000 personas que tiene por capacidad el recinto. La banda lanzó en streaming su concierto en el Domo de Cobre y planeó lanzarlo en formato físico y digital. En la decimosexta edición del Vive Latino la banda se hace presente, convirtiéndose en su octava participación a partir del año 2004. Dieron un concierto en el El Plaza Condesa para dar fin a al gira que llevaban para promocionar Futura. El concierto fue Sold-Out y tuvo a varios artistas invitados.

### 2020 - 2022:Transcender
En el día 16 de agosto de 2019 fue lanzado el primer sencillo cuyo nombre es «Química y física». Este se pensó que iba a ser el nombre del álbum, pero finalmente la idea fue desechada.[cita requerida] En 23 de octubre de ese año, se presentó el segundo sencillo del álbum «Miércoles» cuya canción la caracteriza un sonido puro y característico con guitarras y sintetizadores armoniosos en conjunto con una profunda letra.[cita requerida] La banda anunció su tercer sencillo llamado «Hasta siempre», que fue lanzado el 28 de noviembre de 2019.[cita requerida]
Transcender su séptimo álbum de estudio se lanzó en el año 2020.[cita requerida] Fue grabado en los estudios de Cosmo Producciones del Estado de México.[cita requerida] Este disco también es producido por Armando Ávila.[cita requerida]  Para hacer promoción del disco se dieron tres conciertos gratuitos por la Ciudad de México y el Estado de México en un solo día. El primer concierto fue afuera del Metro Insurgentes (estación) de la Línea 1 del Metro de la Ciudad de México. Después la banda se trasladó inmediatamente a la Facultad de Química de la Universidad Nacional Autónoma de México. Para finalizar este evento dieron el último concierto en el Parque Naucalli que es un lugar sumamente emblemático para la banda.[cita requerida]
En el año 2020, la banda se presenta en el Festival Iberoamericano de Cultura Musical "Vive Latino", dando una presentación única, con temas de todos sus discos, siendo uno de los headliners de dicha edición.

## Discografía

### Álbumes de estudio
- 2003: Dildo
- 2007: Ventura
- 2009: Por encima
- 2012: Primario
- 2015: Futura
- 2020: Transcender
- 2023: Ocho

### Álbumes en vivo
- 2005: MoDJo
- 2013: DLD - En vivo desde el Auditorio Nacional[18]
- 2016: Futura (Edición Especial) [En Vivo]

### Colaboraciones
- 2006: Rigo es amor[19] con el tema «No son palabritas».
- 2011: Nos vamos juntos - Un tributo a las canciones de Caifanes y Jaguares con el tema «Mátenme porque me muero» a dúo con Los Daniels.
- 2013: José José - Un tributo 1 & 2[20] con la canción «Mi Vida», del autor Rafael Pérez Botija, originalmente lanzada en 1982 por José José.
- 2017: Amor Eterno al Divo / Tributo de Rock[21] con el tema «Te Sigo Amando».
- 2020: Celebrando una leyenda: Parte 2[22] de Leo Dan, con el tema «No existe una ley».
- 2022: Con el sencillo Rescátame en colaboración con la banda chilena De Saloon.
- 2023: Con el sencillo No puede parar de soñar en colaboración con la banda de rock agropecuario Nunca Jamás. (https://nuncajamasband.com/)

## Miembros

### Miembros actuales
- Francisco Familiar - Voz y guitarra (1998-presente)
- Edgar "PJ" Hansen - Bajo (1998-presente)
- Erik Neville Linares - Guitarra, principal (1998-presente)
- Gil Santiago Rangel - Batería (2018-presente)
- Sergio Vela - Teclados, Coros (2013-presente)

### Otros miembros
- Rodrigo Vieyra - Batería, Coros (1998 - 2011)
- Arturo Rojas Pérez "Doppler" † - Teclados, Coros (2006 - 2013)
- Eugenio "Keno" Rivero - Batería (2011 - 2018)